# Seiko Matsuda
『Seiko Matsuda』（セイコ・マツダ）は、松田聖子の74枚組CD-BOX。2006年7月19日発売。発売元はSony Records。

## 解説
完全生産限定発売された、大型CD-BOX。そのまま、松田本人の芸名がタイトルになった集大成でもあり、発売時の価格は10万円と高額CD-BOX商品でもあった。
広告チラシ掲載のキャッチコピーは「聖子の全部、そろえちゃいました」となっているが実際はユニバーサルミュージックから発売されたスタジオ・アルバムは対象外でありSony Recordsでの全音源も揃うわけではない。
LPで発売された作品は、LPサイズ・ジャケットに復刻された。また、CDでのみリリースされた作品は、LPサイズ・ジャケットにリニューアルされている。ただし、レコード（CD）帯や、ポスターなどの特典グッズは未封入。それらLPパッケージCDが、ドールハウス形の特製スペシャル・BOXに収められている。
そのほか、主な特徴は下記の通り。
- CD円盤は、ジャケット写真のピクチャー・レーベル。
- 撮りおろし写真集付。
- 全音源がDSDデジタル・リマスタリング仕様で高音質。
- 本BOX購入者のみ聴くことが出来る、特典ディスク付。内容は、アルバム『bless you』収録曲を、英語詞にして歌い直したもの。

1980年から2006年7月までにSony Recordsから発売された全音源で、本BOX未収録の日本語楽曲は、「Musical Life」（『幸福物語サウンドトラック』収録）「かこわれて、愛jing」「かこわれて、愛jing（ナイト・クラブ・ミックス・バージョン） 」「素敵な明日 （Re-Mix） 」「This is the place 2003」「Call me （DJ TAKI-SHIT Extra Funk Remix）」「逢いたい （シングル･ヴァージョン）」「風色のKiss （シングル･ヴァージョン）」「思い出にできなくて （シングル・ヴァージョン）」「ふたつの心達」など（ほかにサウンドトラック収録曲があり）。 
7月31日付オリコンのヒットチャート100位内にランクインした際、商品が高額だったこともあってスポーツ新聞などで取り上げられた。定価10万円でのオリコンTOP100ランクインは過去最高。なお、本作品以前の最高額は、1989年8月21日に発売された、美空ひばりの35枚組CD-BOX『今日の我に明日は勝つ』（6万円）であった。その後好評につき、追加プレスがなされている。 限定販売商品であるために、現在は入手困難となっている。オリコン売り上げ枚数は2000セットとなっている。
本BOX発売から1年後の2007年夏には、1980年代のオリジナル・アルバム、シングルA・B面、ベスト・アルバムやサウンドトラックに収録されたレア・トラックを網羅した紙ジャケットCD-BOX『松田聖子 PREMIUM BOX』の発売が予告されたが、予約開始早々に発売中止が発表された。

## 収納作品
1. SQUALL　（1980年8月1日）
2. North Wind　（1980年12月1日）
3. Silhouette 〜シルエット〜　（1981年5月21日）
4. 風立ちぬ　（1981年10月21日）
5. 聖子・fragrance　（1981年11月1日）
6. Pineapple　（1982年5月21日）
7. Seiko・index　（1982年7月1日）
8. Candy　（1982年11月10日）
9. 金色のリボン Disc 1　（1982年12月5日）
10. 金色のリボン Disc 2　（1982年12月5日）
11. ユートピア　（1983年6月1日）
12. Seiko・plaza Disc 1　（1983年11月11日）
13. Seiko・plaza Disc 2　（1983年11月11日）
14. Canary　（1983年12月10日）
15. Touch Me, Seiko　（1984年3月15日）
16. Tinker Bell　（1984年6月10日）
17. Seiko・Town　（1984年11月1日）
18. Seiko・Avenue　（1984年11月21日）
19. Windy Shadow　（1984年12月8日）
20. Seiko-Train　（1985年3月6日）
21. The 9th Wave　（1985年6月5日）
22. SOUND OF MY HEART　（1985年8月15日）
23. Seiko Box Disc 1　（1985年11月10日）
24. Seiko Box Disc 2　（1985年11月10日）
25. Seiko Box Disc 3　（1985年11月10日）
26. Seiko Box Disc 4　（1985年11月10日）
27. SUPREME　（1986年6月1日）
28. LOVE BALLADE　（1986年11月21日）
29. Strawberry Time　（1987年5月16日）
30. Snow Garden　（1987年11月21日）
31. Citron　（1988年5月11日）
32. Seiko Monument Disc 1　（1988年7月21日）
33. Seiko Monument Disc 2　（1988年7月21日）
34. Precious Moment　（1989年12月6日）
35. Seiko　（1990年6月7日）
36. We Are Love　（1990年12月10日）
37. Eternal　（1991年5月2日）
38. Christmas Tree　（1991年11月21日）
39. Bible　（1991年12月1日）
40. Bible Disc 2　（1991年12月1日）
41. 1992 Nouvelle Vague　（1992年3月25日）
42. Sweet Memories'93　（1992年12月2日）
43. DIAMOND EXPRESSION　（1993年5月21日）
44. A Time for Love　（1993年11月21日）
45. Glorious Revolution　（1994年6月12日）
46. Bible II Disc 1　（1994年12月1日）
47. Bible II Disc 2　（1994年12月1日）
48. It's Style'95　（1995年5月21日）
49. Bible III Disc 1　（1996年3月1日）
50. Bible III Disc 2　（1996年3月1日）
51. Complete Bible Disc 1　（1996年9月21日）
52. Complete Bible Disc 2　（1996年9月21日）
53. Complete Bible Disc 3　（1996年9月21日）
54. Complete Bible Disc 4　（1996年9月21日）
55. Complete Bible Disc 5　（1996年9月21日）
56. Complete Bible Disc 6　（1996年9月21日）
57. Complete Bible Disc 7　（1996年9月21日）
58. Complete Bible Disc 8　（1996年9月21日）
59. Winter Tales　（1996年11月1日）
60. Seaside 〜Summer Tales〜　（1997年6月21日）
61. Dear　（1997年11月21日）
62. Seiko Celebration Disc 1　（1998年7月18日）
63. Seiko Celebration Disc 2　（1998年7月18日）
64. Ballad 〜20th Anniversary　（1999年4月1日）
65. Another side of Seiko 27 Disc 1　（2003年11月23日）
66. Another side of Seiko 27 Disc 2　（2003年11月23日）
67. Best of Best 27 Disc 1　（2004年4月14日）
68. Best of Best 27 Disc 2　（2004年4月14日）
69. Sunshine　（2004年6月4日）
70. fairy　（2005年4月6日）
71. I'll fall in love 愛的禮物　（2005年9月29日）
72. Under the beautiful stars 　（2005年12月7日）
73. bless you　（2006年5月31日）
74. 特典スペシャル・ディスク『The time went by』　
  - Baby love （English Version）
  - I'll fall in love （English Version）
  - The time went by （English Version）
  - Dreaming of you （English Version）
  - bless you （English Version）
  - Tears （English Version）

## 主な収録曲

### シングルA面曲
※全74枚中、10枚以上のもの。オリジナルカラオケを含む。
- 赤いスイートピー　　17枚
- チェリーブラッサム　　12枚
- 青い珊瑚礁　　11枚
- 夏の扉　　11枚
- Rock'n Rouge　　11枚
- 裸足の季節　　10枚
- 白いパラソル　　10枚
- 渚のバルコニー　　10枚
- SWEET MEMORIES　　10枚
  - ヴァージョン違いを含めると、14枚
- 瞳はダイアモンド　　10枚
- ハートのイアリング　　10枚

### シングルB面曲 / アルバム曲
- 制服　　9枚
- 瑠璃色の地球　　8枚
- セイシェルの夕陽　　8枚

## 関連作品
- SEIKO SUITE - CD + DVD、8枚組ボックス